# Шаренградска ада
Шаренградска ада је речно острво на Дунаву, које је тренутно спорна територија између Србије и Хрватске. Шаренградска ада је подељена на два дела. Један који је прокопан, и који сада представља корито реке и други, који је стари ток Дунава. Острво је у време СФРЈ припадало СР Хрватској, али је након распада Југославије, Србија одбила да призна ту границу. Острво је прокопано 1892. године, у време када је та територија, са обе стране Дунава, припадала Аустроугарској, па од тада Дунав у том делу има два тока. Река је у 19. веку правила велики меандар којим више није могло да се плови, па је Аустроугарска прокопала канал којим је исправила Дунав. Шаренградска ада се простире на мање од 1.000 хектара између старог и новог Дунава.
Хрватска страна се позива на земљишне карте из времена Аустроугарске, тврдећи да је острво тада припадало десној обали Дунава. Међутим српска страна сматра да је та мапа ирелевантна јер у то време Хрватска није постојала и наглашава да је природна граница између две државе река и да је то случај и са другим међудржавним границама на Дунаву (између Немачке и Аустрије, Аустрије и Словачке, Словачке и Мађарске, Румуније и Србије, Румуније и Бугарске). Међудржавна комисија од 2002. године није успела да реши спорни део границе на Дунаву између Србије и Хрватске. Комисија за 13 година није ни приближила ставове, а од 2011. године се није ни састајала. У последње време помиње се и могућност међународне арбитраже.